# Mistrzostwa Europy w Lekkoatletyce 1986 – bieg na 800 m mężczyzn
Bieg na dystansie 800 metrów mężczyzn był jedną z konkurencji rozgrywanych podczas XIV mistrzostw Europy w Stuttgarcie. Biegi eliminacyjne zostały rozegrane 26 sierpnia, półfinałowe 27 sierpnia, a bieg finałowy 28 sierpnia 1986 roku. Zwycięzcą tej konkurencji został reprezentant Wielkiej Brytanii Sebastian Coe, a wszystkie medale zdobyli reprezentanci Wielkiej Brytanii. W rywalizacji wzięło udział dwudziestu siedmiu zawodników z dziewiętnastu reprezentacji.

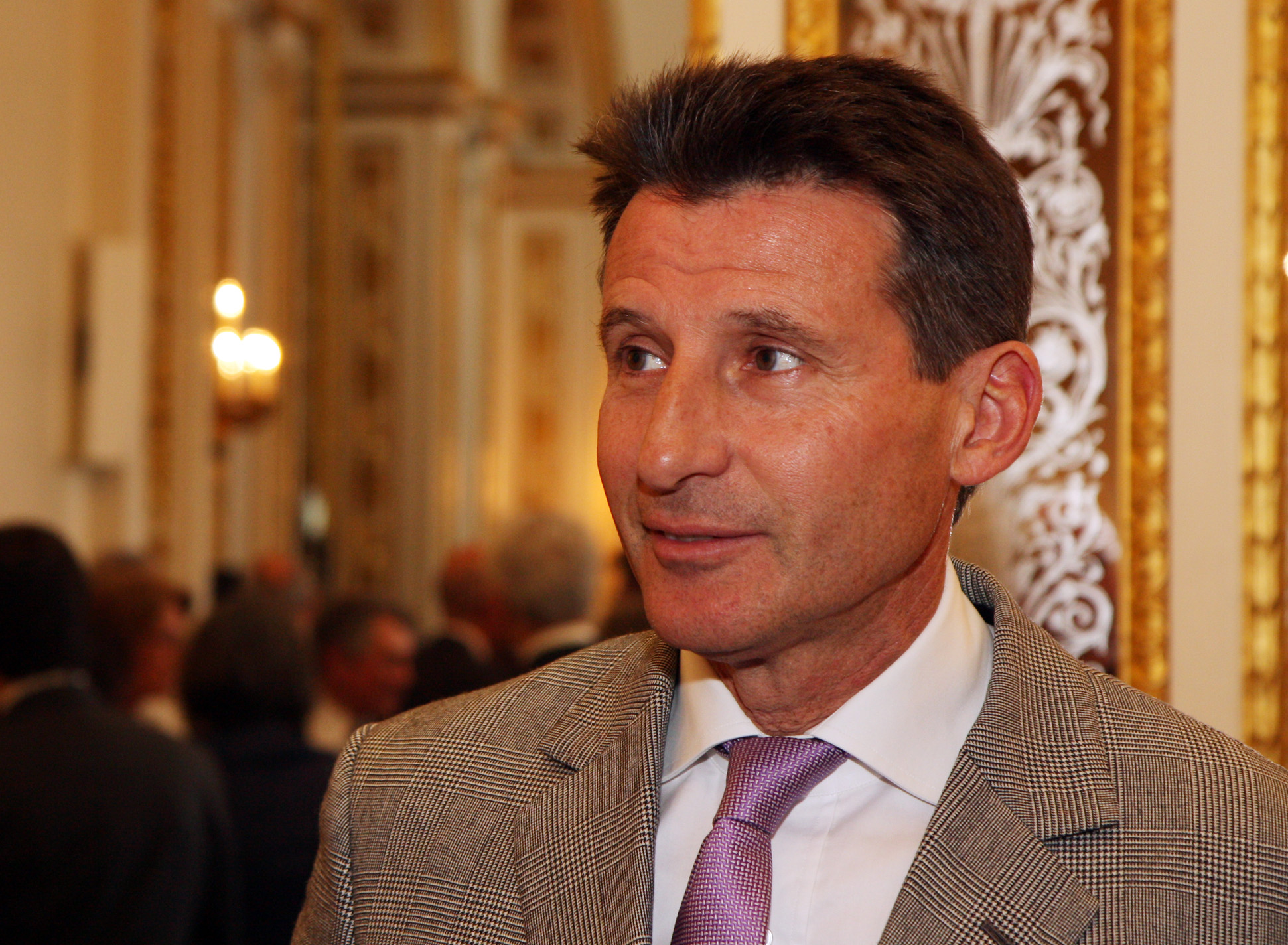
Sebastian Coe

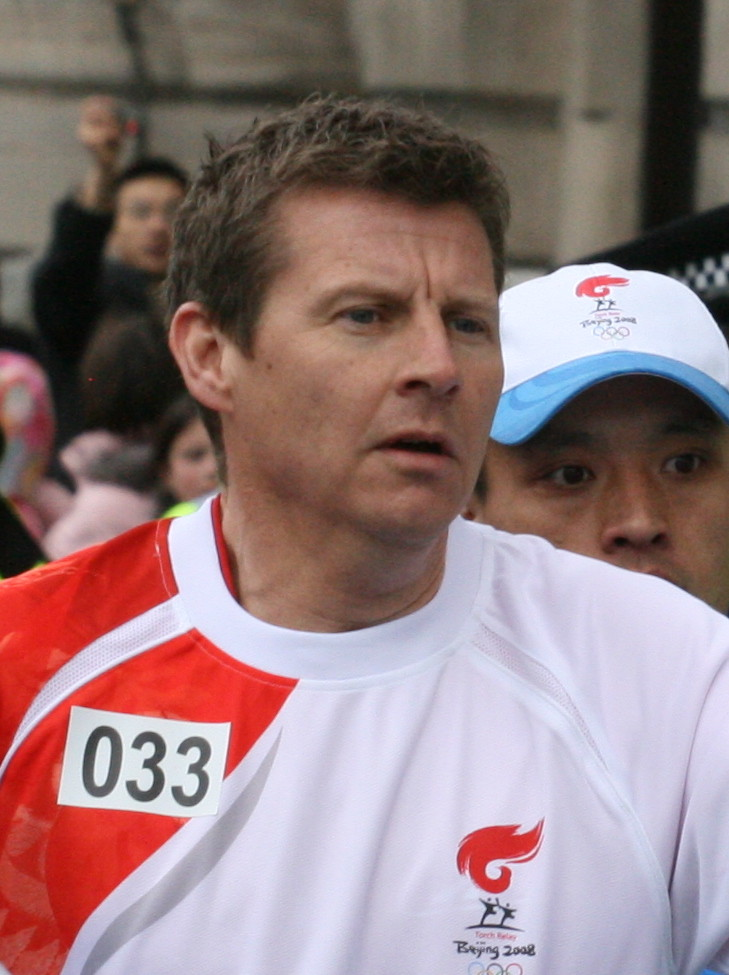
Steve Cram

## Rekordy
| Rekord świata     | Sebastian Coe (GBR) | 1:41,73 | Florencja, Włochy     | 10.06.1981 |
| Rekord Europy     | Sebastian Coe (GBR) | 1:41,73 | Florencja, Włochy     | 10.06.1981 |
| Rekord mistrzostw | Olaf Beyer (GDR)    | 1:43,84 | Praga, Czechosłowacja | 31.08.1978 |

## Wyniki

### Eliminacje
Rozegrano cztery biegi eliminacyjne. Do półfinałów awansowało po trzech najlepszych zawodników każdego biegu eliminacyjnego (Q) oraz czterech spośród pozostałych z najlepszym czasem (q).
Bieg 1
| Miejsce | Zawodnik          | Czas    | Uwagi |
| ------- | ----------------- | ------- | ----- |
| 1       | Peter Braun       | 1:48,38 | Q     |
| 2       | Ryszard Ostrowski | 1:48,39 | Q     |
| 3       | Rob Druppers      | 1:48,42 | Q     |
| 4       | Władimir Graudyń  | 1:48,49 | q     |
| 5       | Slobodan Popović  | 1:48,68 |       |
| 6       | Gert Kilbert      | 1:49,82 |       |
| 7       | Spiros Spiru      | 1:53,36 |       |

Bieg 2
| Miejsce | Zawodnik            | Czas    | Uwagi |
| ------- | ------------------- | ------- | ----- |
| 1       | Tom McKean          | 1:48,37 | Q     |
| 2       | Walerij Starodubcew | 1:48,46 | Q     |
| 3       | Matthias Assmann    | 1:48,65 | Q     |
| 4       | Ronny Olsson        | 1:48,78 |       |
| 5       | Robin van Helden    | 1:48,88 |       |
| 6       | Colomán Trabado     | 1:49,42 |       |
| 7       | Mücteba Apaydın     | 1:52,41 |       |

Bieg 3
| Miejsce | Zawodnik             | Czas    | Uwagi |
| ------- | -------------------- | ------- | ----- |
| 1       | Steve Cram           | 1:46,54 | Q     |
| 2       | Wiktor Kalinkin      | 1:46,68 | Q     |
| 3       | Álvaro Silva         | 1:46,74 | Q,    |
| 4       | Hans-Joachim Mogalle | 1:46,98 | q     |
| 5       | Martin Enholm        | 1:48,40 | q     |
| 6       | Bo Breigan           | 1:49,78 |       |

Bieg 4
| Miejsce | Zawodnik         | Czas    | Uwagi |
| ------- | ---------------- | ------- | ----- |
| 1       | Sebastian Coe    | 1:47,64 | Q     |
| 2       | Ari Suhonen      | 1:47,71 | Q     |
| 3       | Philippe Collard | 1:47,72 | Q     |
| 4       | Thomas Giessing  | 1:48,03 | q     |
| 5       | Alberto Barsotti | 1:48,53 |       |
| 6       | Marc Corstjens   | 1:48,55 |       |
| 7       | John Chappory    | 1:57,45 |       |

### Półfinały
Rozegrano dwa półfinały. Do finału awansowało po czterech najlepszych zawodników każdego biegu półfinałowego (Q).
Półfinał 1
| Miejsce | Zawodnik            | Czas    | Uwagi |
| ------- | ------------------- | ------- | ----- |
| 1       | Steve Cram          | 1:46,59 | Q     |
| 2       | Peter Braun         | 1:46,84 | Q     |
| 3       | Ryszard Ostrowski   | 1:46,89 | Q     |
| 4       | Philippe Collard    | 1:46,96 | Q     |
| 5       | Władimir Graudyń    | 1:47,50 |       |
| 6       | Álvaro Silva        | 1:47,69 |       |
| 7       | Walerij Starodubcew | 1:48,37 |       |
| 8       | Ari Suhonen         | 1:49,67 |       |

Półfinał 2
| Miejsce | Zawodnik             | Czas    | Uwagi |
| ------- | -------------------- | ------- | ----- |
| 1       | Rob Druppers         | 1:46,54 | Q     |
| 2       | Tom McKean           | 1:46,62 | Q     |
| 3       | Sebastian Coe        | 1:47,10 | Q     |
| 4       | Wiktor Kalinkin      | 1:47,41 | Q     |
| 5       | Matthias Assmann     | 1:47,45 |       |
| 6       | Martin Enholm        | 1:49,02 |       |
| 7       | Hans-Joachim Mogalle | 1:49,90 |       |
| –       | Thomas Giessing      | DNF     |       |

### Finał
| Miejsce | Zawodnik          | Czas    |
| ------- | ----------------- | ------- |
| 1       | Sebastian Coe     | 1:44,50 |
| 2       | Tom McKean        | 1:44,61 |
| 3       | Steve Cram        | 1:44,88 |
| 4       | Rob Druppers      | 1:45,53 |
| 5       | Ryszard Ostrowski | 1:45,54 |
| 6       | Peter Braun       | 1:45,83 |
| 7       | Philippe Collard  | 1:45,96 |
| 8       | Wiktor Kalinkin   | 1:47,36 |